# Mindscape
Mindscape, Inc. was een Amerikaans computerspelontwikkelaar en uitgever die werd opgericht in 1983 in Novato (Californië).

## Geschiedenis
Mindscape werd in 1983 opgericht door de in Australië geboren Roger M. Buoy. Het bedrijf begon als uitgever van computersoftware in de omgeving van Chicago in de staat Illinois. Een van de eerste computerspellen die Mindscape publiceerde was Balance of Power van spelontwikkelaar Chris Crawford in 1985. Mindscape bracht onder meer veel spellen uit voor de Amiga 500.
In 2004 had Mindscape kantoren in Frankrijk, Engeland, Ierland, Duitsland, Nederland, Azië, Australië, en Latijns-Amerika. Het bedrijf had een omzet van 38 miljoen euro (vanaf 2005), en had 150 medewerkers in dienst.
Het bedrijf werd overgenomen door The Software Toolworks in 1990. Eind jaren 90 werd het opnieuw overgenomen door The Learning Company, en ten slotte door TLC Edusoft in 2001.
In augustus 2011 werd de laatste ontwikkelstudio gesloten en kondigde Mindscape de terugtrekking uit de computer- en computerspelmarkt aan.

## Lijst van spellen (als uitgever)
- Balance of Power (1985)
- Chessmaster (1986)
- The Colony (1988)
- Stunts/4D Sports Driving (1990)
- Flight of the Intruder (1990)
- Sherlock Holmes: Consulting Detective (1991)
- Moonstone (1991)
- Silent Hunter (1995)
- Steel Panthers (1995)
- Wings of Fury (1995)
- Creatures 2 (1996)
- Imperialismus (1997)
- Life in Willowdale: Farm Adventures (2022)